# Francisco Cano Alcaraz
Francisco Cano Alcaraz (Torrent, 1894 - 1941) fou un telegrafista i locutor de ràdio valencià. Arran de la Guerra Civil Espanyola, fou locutor a Radio Torrente, emissora del bàndol republicà que va dirigir ell mateix. Es feu famós per polemitzar amb Queipo de Llano, qui feia partes per al bàndol nacional des de Radio Sevilla, i fou afusellat en acabar la Guerra. La batalla dialèctica que mantingueren Cano i Queipo de Llano ha estat considerada un dels «moments més memorables» de la ràdio valenciana.